# Hossu

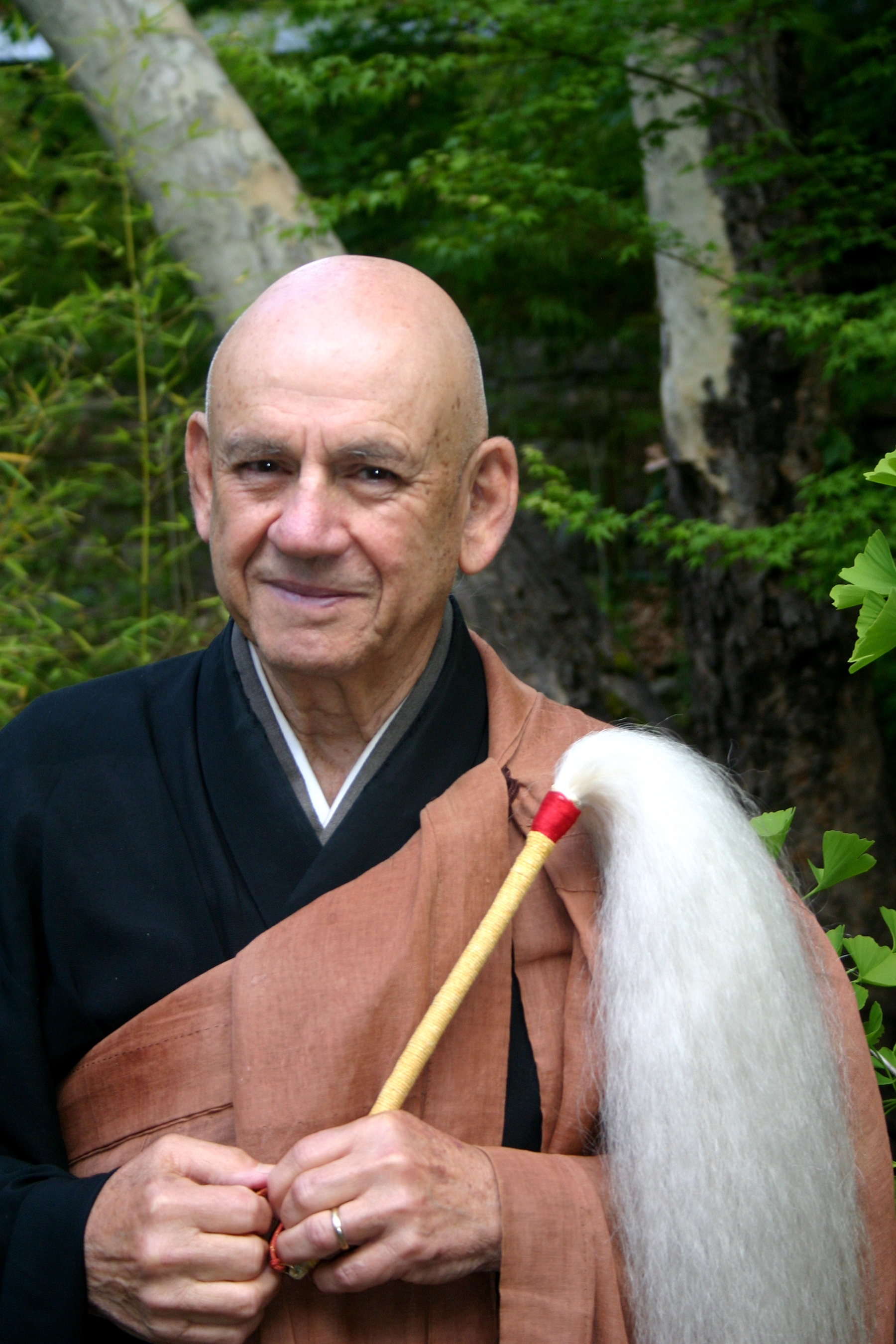
Un hossu.

Un hossu (払子) est une petite baguette en bois ou en bambou à laquelle est attachée comme une crinière de poils de vache, de cheval ou de yak ou faite de chanvre et portée par un prêtre bouddhiste Zen. Souvent décrit comme une « tapette à mouche », le bâton est censé protéger le porteur du désir et sert aussi comme moyen de débarrasser l'environnement des mouches sans les tuer. Le hossu est considéré comme symbolique de l'autorité du maître Zen à enseigner et à transmettre les Buddha Dharma aux autres et se transmet souvent d'un maître à l'autre.